# Nuraghe Su Mulinu
Le nuraghe Su Mulinu est un nuraghe situé dans la commune de Villanovafranca, dans la province de Sardaigne du Sud, en Sardaigne, en Italie. Il fait partie des 31 sites nuragiques sardes candidats à l'inscription sur la liste du Patrimoine mondial de l'Unesco, sélectionnés et présentés par la fondation Barumini, l'association La Sardaigne vers l'UNESCO et la région Sarde.

## Situation
Le nuraghe Su Mulinu est situé à moins d'un kilomètre du bourg de Villanovafranca, sur une crête surplombant le Flumini Mannu, dans la Marmilla (it).

## Fouilles
Le site a été fouillé à plusieurs reprises, à partir de 1983, par l'archéologue Giovanni Ugas.

## Histoire
La première construction est datée d'environ 1800 av. J.-C. Les tours voutées en tholos sont plus tardives, remontant à l'Âge du bronze moyen à récent (XIVe au XIIe siècle av. J.-C.).
L'édifice a été réutilisé aux époques punique, romaine et médiévale.

## Description
L'édifice associe un protonuraghe (la partie la plus ancienne) à des tours plus récentes.
À l'intérieur d'une des tours a été découvert le seul exemple connu d'autel nuragique du début de l'Âge du fer (950 - 750 av. J.-C.), constitué d'une pierre sculptée de motifs verticaux à l'effigie de la déesse Luna.

## Galerie

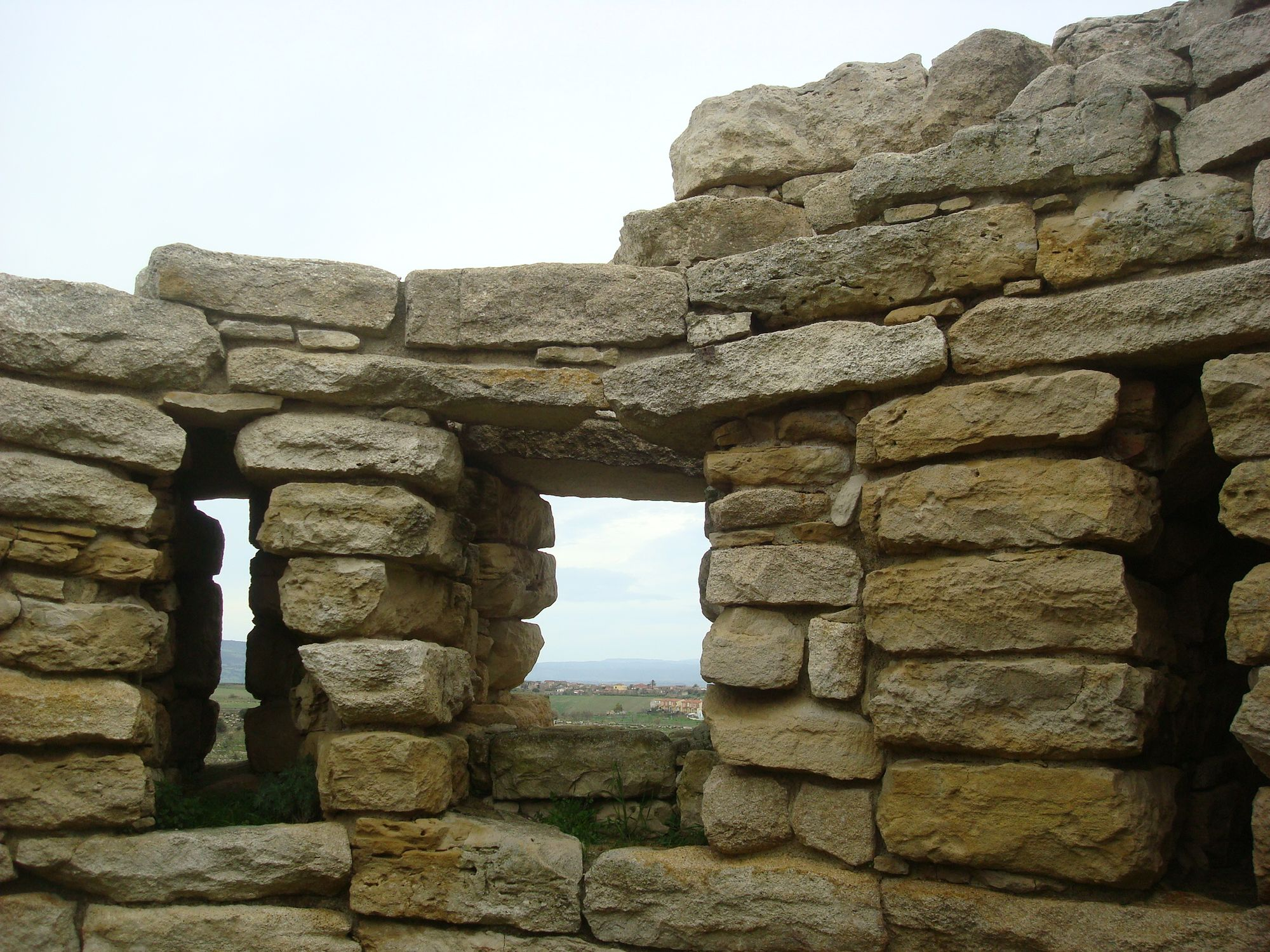
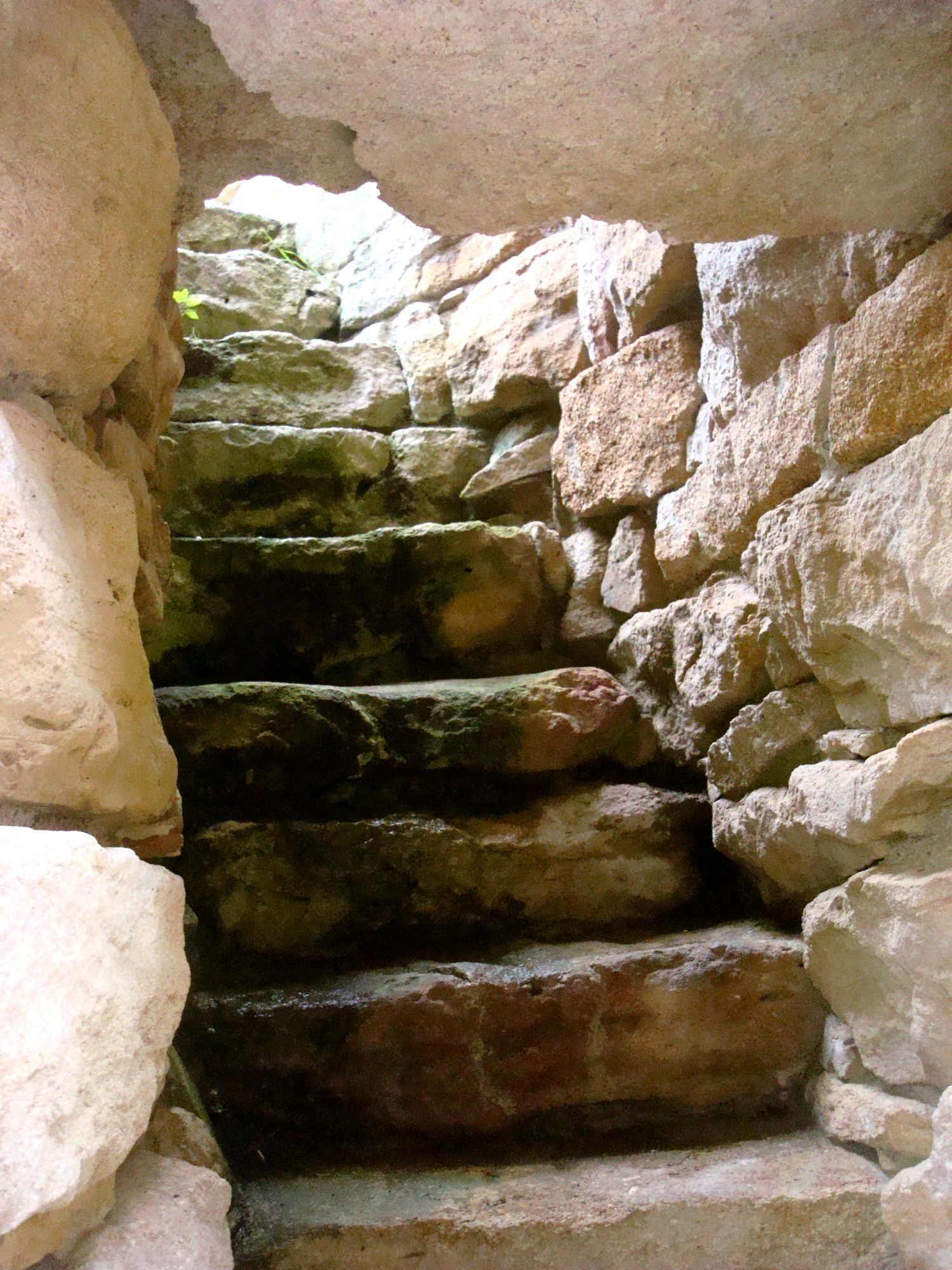
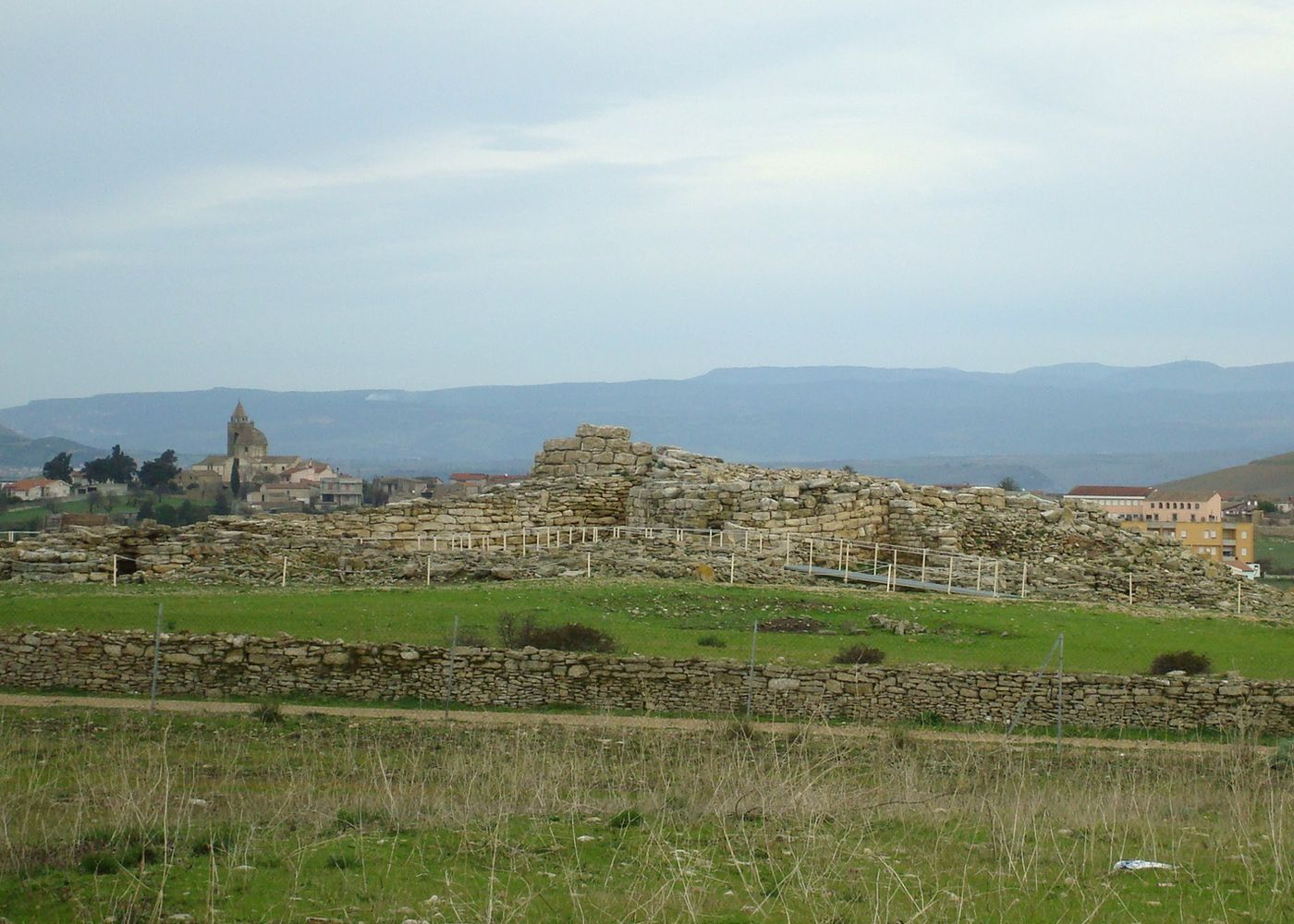
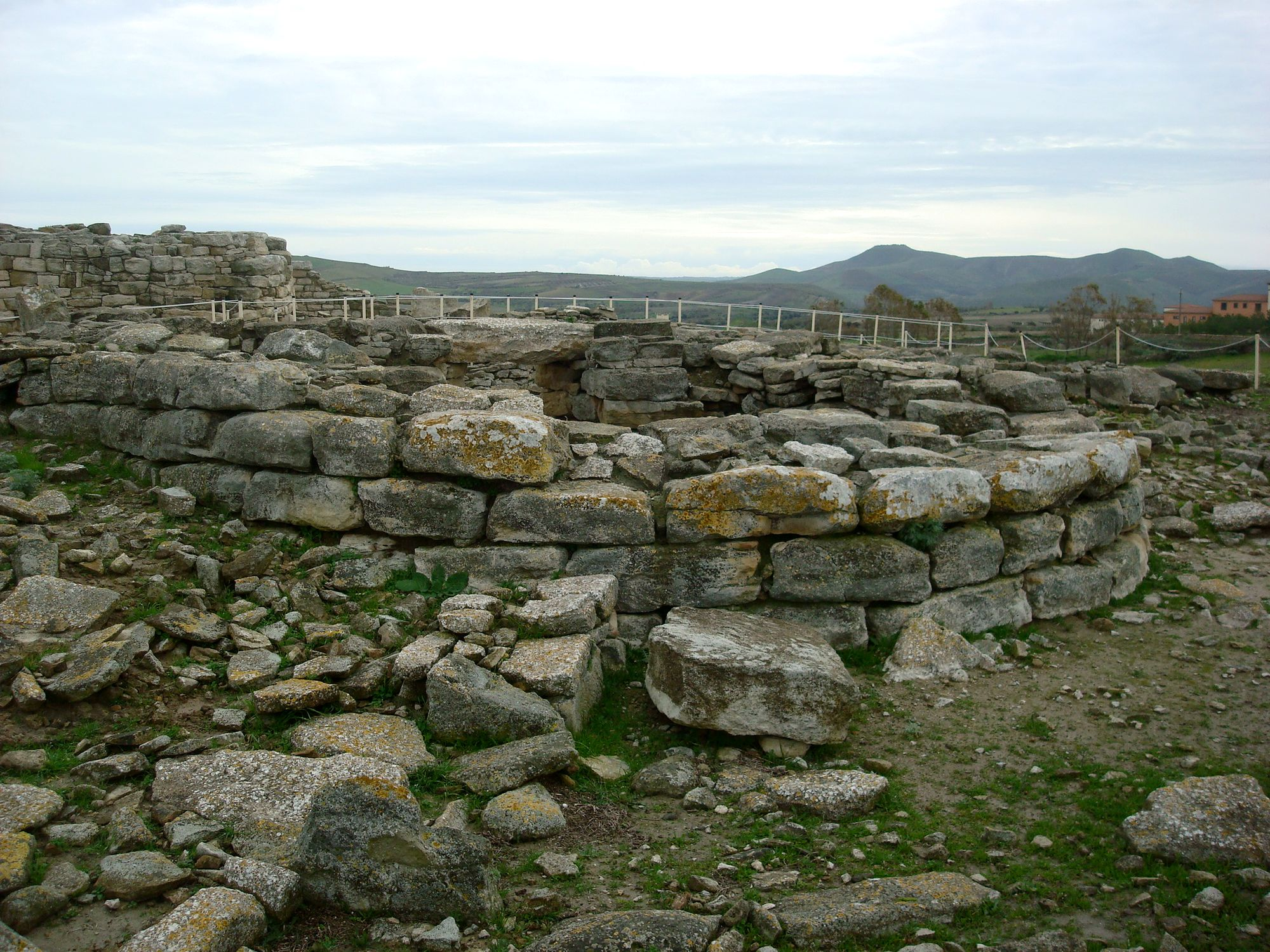
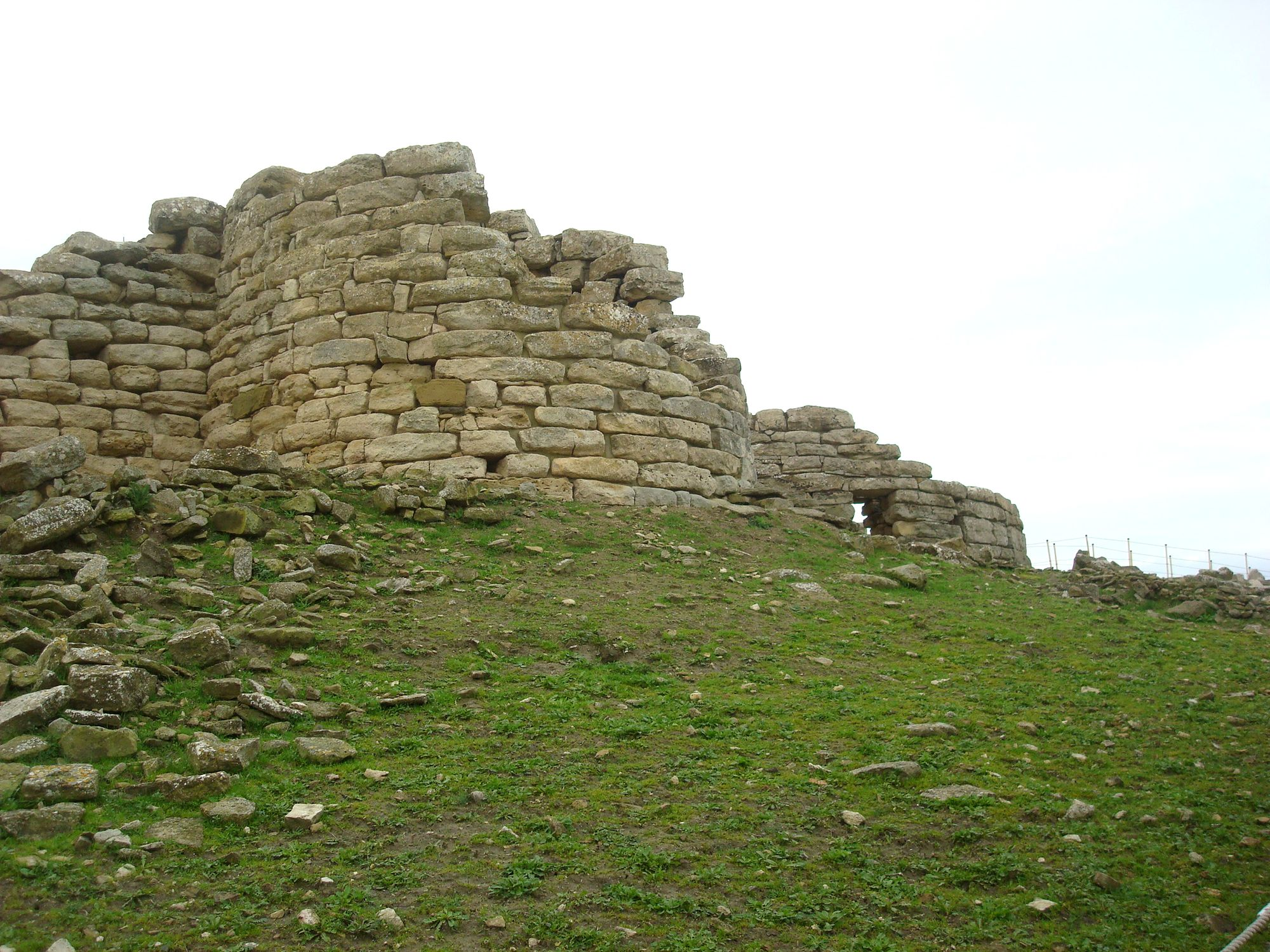